# Picea brachytyla
Il peccio di Sargent (Picea brachytyla (Franch.) E.Pritz., 1900) è una specie di peccio, appartenente alla famiglia delle Pinaceae, endemica della Cina (Xizang, Yunnan, Gansu, Sichuan, Shaanxi, Hubei e Chongqing), dell'India (Arunachal Pradesh) e del Myanmar.

## Etimologia
Il nome generico Picea, utilizzato già dai latini, potrebbe, secondo un'interpretazione etimologica, derivare da Pix picis = pece, in riferimento all'abbondante produzione di resina. Il nome specifico brachytyla deriva dalle parole greche brachy = corto e tylo = grumi sporgenti, e fa riferimento ai piccoli pulvini sui virgulti.

## Descrizione

### Portamento
Albero alto fino a 40 m con unico tronco monopodiale; i rami del primo ordine sono lunghi e slanciati, sviluppati orizzontalmente, quelli del secondo ordine snelli e pendenti. La chioma è larga e conica, aperta nei vecchi esemplari. I virgulti sono snelli, flessibili,   inizialmente di color bianco-crema, poi marrone-chiaro o marrone-arancio, con superficie lievemente scanalata e ruvida, glabri o impercettibilmente pubescenti; i pulvini sono corti, disposti a 45°-60° rispetto all'asse del germoglio.

### Foglie

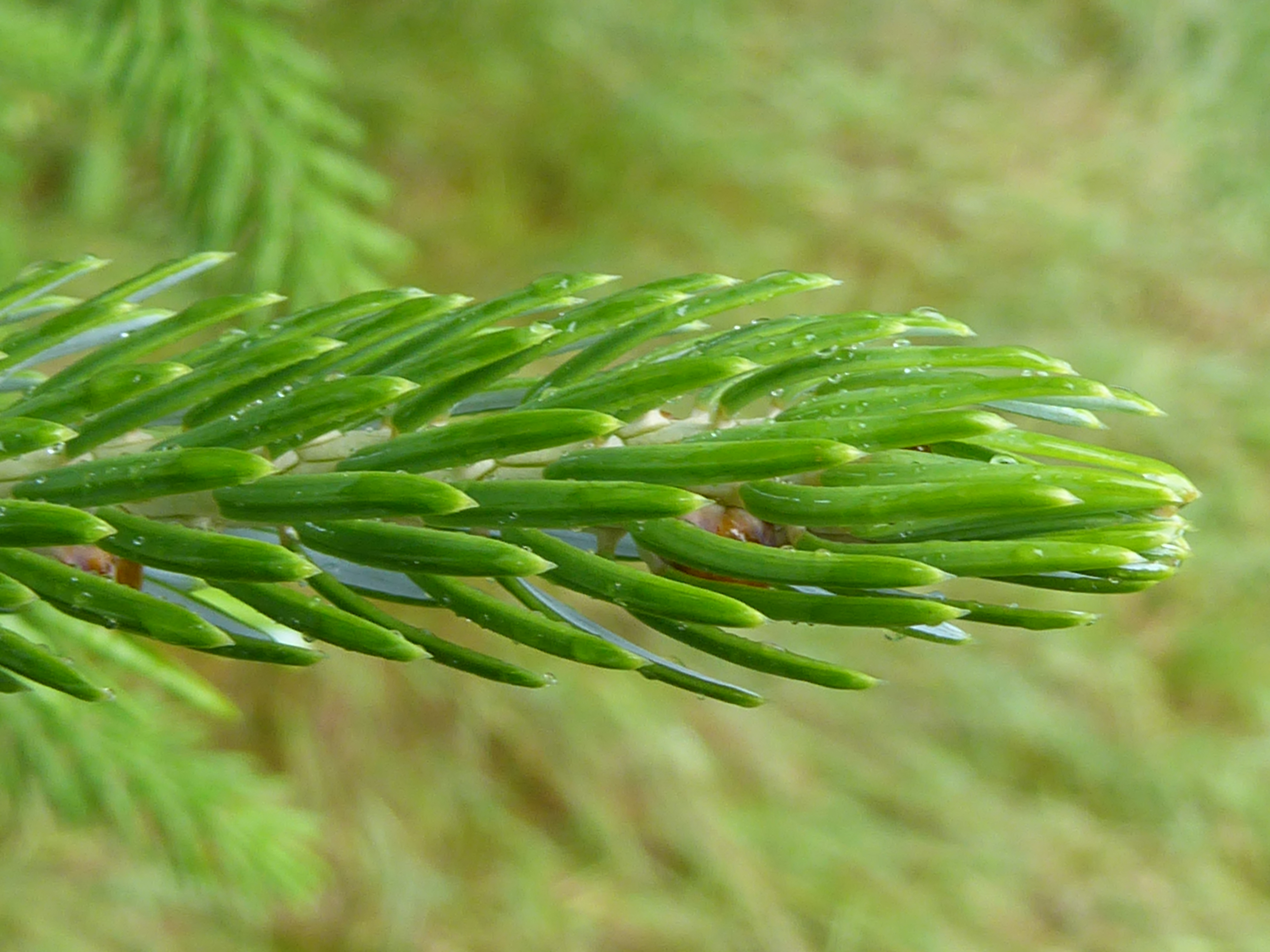
Dettaglio degli aghi

Le foglie sono aghiformi, ricurve, lievemente appiattite, quasi disposte a pettine, di colore verde scuro nella pagina superiore, con bande bianche nella pagina inferiore, lunghe 1-2 cm; hanno una base troncata e punta acuta o mucronata. Gli stomi sono presenti solo inferiormente, disposti su due strette bande. Le gemme vegetative sono ovoidali-coniche, lunghe 5-8 mm, leggermente resinose; hanno perule triangolari, di colore nocciola, persistenti.

### Fiori
Sono strobili maschili giallastri, ascellari, lunghi 1-2 cm.

### Frutti
I coni femminili sono ovoidali-oblunghi o cilindrici-oblunghi, eretti, poi pendenti a maturazione, lunghi 6-10 cm e larghi 3-4 cm, inizialmente verdi o verdi-purpurei, poi marroni-scuri a maturazione, con peduncolo corto e apice ottuso. I macrosporofilli sono obovati-angolari, quasi rombici, sottili e rigidi, lunghi 16-20 mm, con superficie rugosa o striata, glabra. Le brattee sono rudimentali, ligulate, completamente nascoste. I semi, di color marrone chiaro, sono ovoidali-oblunghi e lunghi 3 mm, con parte alata lunga 10-14 mm, di colore marrone-arancione.

### Corteccia
La corteccia è ben presto rugosa, sfogliata e divisa in placche, di colore grigio scuro con le parti sottostanti esposte di colore marrone-rossastro.

## Distribuzione e habitat
Vegeta in alta montagna ad altitudini comprese tra i 1300 e i 3800 m, prediligendo suoli podzolici; il clima dell'habitat è freddo e umido, con precipitazioni annue comprese tra i 1000 e i 2500 mm e caratteristiche monsoniche nella parte meridionale. È una specie tipica delle foreste miste di conifere dell'Himalaya e del Plateau cinese, in associazione con Abies densa, Abies forrestii, Picea likiangensis, Pinus wallichiana, Tsuga dumosa, Larix potaninii e Taxus wallichiana.

## Tassonomia
Viene accettata una varietà:
- Picea brachytyla var. complanata (Mast.) Silba - presente in Cina e Myanmar

## Usi
Il suo legno viene utilizzato in edilizia (pavimentazioni interne), nella costruzione di aeromobili, macchine, e nell'industria cartaria. In Cina, dopo lo sfruttamento intensivo del passato, viene coltivata per riforestazioni; in Europa e Nordamerica è spesso presente in orti e giardini botanici, per le sue caratteristiche maggiormente ornamentali rispetto ad altri pecci, e per la sua tolleranza nei confronti dei suoli poveri.

## Conservazione
Sottoposta a massiccia deforestazione nel passato (e in alcune parti dell'areale anche nel presente), si stima che la popolazione abbia subito una riduzione maggiore del 30 % negli ultimi 90 anni, e pertanto viene classificata come specie vulnerabile nella Lista rossa IUCN.